# Campeonato salvadoreño 1972
El Campeonato salvadoreño de fútbol 1972 fue la vigésima primera edición de la Primera División de El Salvador de fútbol profesional salvadoreño en la historia.

## Formato de competición
La competición se desarrolla en dos fases:
- Primera fase: Las 18 jornadas de la fase.
- Hexagonal final (grupo de campeonato) y cuadrangular del descenso (grupo de descenso): los diez y seis días adicionales del campeonato para decidir respectivamente los seis primeros y los cuatro últimos.

## Equipos participantes
| Club                       | Ciudad             | Departamento |
| -------------------------- | ------------------ | ------------ |
| ADLER                      | Desconocido        | Desconocido  |
| Águila                     | San Miguel         | San Miguel   |
| Alianza                    | San Salvador       | San Salvador |
| Atlético Marte             | San Salvador       | San Salvador |
| Excélsior                  | Santa Ana          | Santa Ana    |
| FAS                        | Santa Ana          | Santa Ana    |
| Juventud Olímpica          | Acajutla           | Sonsonate    |
| Municipal Limeño           | Santa Rosa de Lima | La Unión     |
| Sonsonate                  | Sonsonate          | Sonsonate    |
| Universidad de El Salvador | San Salvador       | San Salvador |

## Fase regular
| Pos.         | Equipos                    | PJ  | PG | PE | PP | GF  | GC  | Dif. | Pts. |
| ------------ | -------------------------- | --- | -- | -- | -- | --- | --- | ---- | ---- |
| 1.           | FAS                        | 18  | 11 | 3  | 4  | 27  | 18  | 9    | 25   |
| 2.           | Águila                     | 18  | 9  | 5  | 4  | 30  | 22  | 8    | 23   |
| 3.           | Juventud Olímpica          | 18  | 8  | 7  | 3  | 23  | 17  | 6    | 23   |
| 4.           | Alianza                    | 18  | 7  | 4  | 7  | 31  | 25  | 6    | 18   |
| 5.           | Universidad de El Salvador | 18  | 7  | 4  | 7  | 18  | 14  | 4    | 18   |
| 6.           | Municipal Limeño           | 18  | 4  | 9  | 5  | 16  | 18  | -2   | 17   |
| 7.           | Excélsior                  | 18  | 6  | 3  | 9  | 19  | 25  | -6   | 15   |
| 8.           | ADLER                      | 18  | 3  | 8  | 7  | 21  | 28  | -7   | 14   |
| 9.           | Sonsonate                  | 18  | 5  | 4  | 9  | 15  | 23  | -8   | 14   |
| 10.          | Atlético Marte             | 18  | 4  | 5  | 9  | 19  | 29  | -10  | 13   |
| Equipos 1972 | Equipos 1972               | 180 | 64 | 52 | 64 | 219 | 219 | 0    | 180  |

|  |                                   |
|  | Clasifica a la fase hexagonal.    |
|  | Clasifica a la fase cuadrangular. |

## Fase cuadrangular (grupo de descenso)
| Pos.         | Equipos        | PJ | PG | PE | PP | GF | GC | Dif. | Pts. |
| ------------ | -------------- | -- | -- | -- | -- | -- | -- | ---- | ---- |
| 1.           | Excélsior      | 6  | -  | -  | -  | -  | -  | -    | -    |
| 2.           | Sonsonate      | 6  | -  | -  | -  | -  | -  | -    | -    |
| 3.           | Atlético Marte | 6  | -  | -  | -  | -  | -  | -    | -    |
| 4.           | ADLER          | 6  | -  | -  | -  | -  | -  | -    | -    |
| Equipos 1972 | Equipos 1972   | 24 | -  | -  | -  | -  | -  | -    | -    |

|  |             |
|  | Descendido. |

## Fase hexagonal (grupo de campeonato)
| Pos.         | Equipos                    | PJ | PG | PE | PP | GF | GC | Dif. | Pts. |
| ------------ | -------------------------- | -- | -- | -- | -- | -- | -- | ---- | ---- |
| 1.           | Águila                     | 10 | 6  | 3  | 1  | 13 | 5  | 8    | 15   |
| 2.           | Juventud Olímpica          | 10 | 5  | 2  | 3  | 8  | 7  | 1    | 12   |
| 3.           | Universidad de El Salvador | 10 | 5  | 1  | 4  | 15 | 11 | 4    | 11   |
| 4.           | Alianza                    | 10 | 4  | 3  | 3  | 8  | 8  | 0    | 11   |
| 5.           | FAS                        | 10 | 2  | 3  | 5  | 7  | 12 | -5   | 7    |
| 6.           | Municipal Limeño           | 10 | 1  | 2  | 7  | 5  | 13 | -8   | 4    |
| Equipos 1972 | Equipos 1972               | 60 | 23 | 14 | 23 | 56 | 56 | 0    | 60   |

|  |          |
|  | Campeón. |

| Campeón          |
| Águila 6° Título |